# 屏東縣公車
屏東縣市區公車，是由屏東縣政府作為主管機關，主要行駛於屏東縣境內的臺灣汽車客運路線。

## 概要
屏東縣市區公車由屏東客運與高雄客運營運，以計程車行駛的貼心巴士則由捷乘交通營運。屏東縣公路客運較市區公車發達，且市區公車開辦初期多為服務眷村路線，因此當地居民較常搭乘公路客運。

## 歷史

### 日本統治時期
- 1928年：高雄州管內屏東乘合自動車闢駛，路線皆以屏東為起站，開往東港、潮州、舊寮、大津、蕃子埔等地。營運公司主要為昭和自動車合資會社及屏東自動車合資會社等[1]。

### 臺灣戰後時期
- 1947年：屏東境內之公共汽車由台灣省公路局（今交通部公路總局）接辦監理業務[2]。
- 1979年：屏東市區公車闢駛，東線、西線、1線投入營運，由屏東客運兼營。
- 2008年8月1日：西線因運量過低停駛。
- 2014年6月1日：屏東市區公車重新規劃，東線、1線結束營運，505、506、507路開通。
- 2014年8月1日：508路(台灣好行屏北線)開通。
- 2016年1月16日：屏科大校園交通車納入屏東縣市區公車體系，即509路。
- 2016年2月22日：510路(屏科大賃居公車)開通，憑屏科大學生證免費搭乘。
- 2017年7月1日：511、512、603、605路開通。
- 2018年2月5日：513、515、516路及公車式小黃5路線701、702、703、705、706開通。
- 2018年10月15日：至2018年底前使用電子票證可免費搭乘縣轄公車。
- 2018年11月1日：郵輪式公車「185沿山觀光郵輪巴士」開通，採預約制。
- 2018年12月24日：伴隨屏東轉運站啟用，所有行經屏東車站的公車皆改為停靠轉運站。
- 2019年2月13日：705老潭頭線與706崙上線併為705老崙線。
- 2019年3月1日：開放使用icash2.0搭乘公車。
- 2019年5月22日：潮州轉運站啟用，605路改停靠轉運站1月臺。
- 2019年9月2日：517路開通。
- 2019年11月1日：新增公車式小黃706德協線。
- 2020年2月24日：屏東市區公車重新規劃，507路結束營運，505、506、515、516路線調整。
- 2020年6月15日：517路線調整。
- 2020年7月6日：518四重溪溫泉接駁車由臨時路線轉為正式路線。
- 2020年8月15日：508台灣好行屏北線轉型為神山線，採郵輪式列車營運，原台灣好行屏北線則停駛。
- 2021年1月7日：水門轉運站啟用，511、602、603、605、605A路進駐轉運站停靠，另外新增603A、603B兩條路線。
- 2021年1月20日：潮州及東港公車式小黃7路線707、708、709、710、711、712、715開通。
- 2021年2月1日：517路竹田接駁東線停駛，503路（除A線）試辦停駛三個月。
- 2021年3月20日：515A停駛，原515路端點延伸至屏東家扶中心。
- 2021年5月1日：503路（除A線）、516B停駛，505、506路調整為平常日行駛，506A屏市假日觀光公車開通。
- 2021年8月2日：公車式小黃710、711、712、715調整路線，新增公車式小黃713路線。
- 2021年9月13日：519路開通，512路端點延伸至屏科大，603路停駛。
- 2021年9月17日：恆春及車城公車式小黃7路線716、717、718、719、720、721開通。
- 2021年12月1日：511A路開通，公車式小黃701、702、703、705、706調整路線。
- 2021年12月25日：602路停駛。
- 2022年1月23日：506A屏市假日觀光公車調整路線。
- 2022年7月16日：103B台灣好行斯卡羅線開通，採郵輪式列車營運。
- 2022年8月1日：606路開通。
- 2022年8月15日：新增公車式小黃701B、701C信福轉運線。
- 2022年12月17日：607路開通。
- 2023年5月1日：601路、601A路暫時停駛，於同年10月12日起恢復行駛，並改採九人座小巴士營運。
- 2023年6月16日：103B台灣好行斯卡羅線停駛。
- 2024年2月26日：公車式小黃新增14條路線，達成各鄉鎮市皆有公車行經的目標。
- 2024年8月1日：608路開通。
- 2024年12月2日：520路開通。

## 票務資訊
- 所有路線皆可使用電子票證（悠遊卡、一卡通、icash2.0）。
- 票價採里程計費，全票23元、半票12元起跳。使用電子票證搭乘墾丁街車享有85折優惠。
- 墾丁街車另有販售一日券，一票150元，可於當日無限次數搭乘墾丁街車。
- 506A屏市假日觀光公車另有販售一日券，一票50元，可於當日無限次數搭乘屏市假日觀光公車。

## 路線

### 屏東縣公車
| 路線編號                      | 營運區間 | 服務業者 | 備註 | 車站轉乘                                | 路線圖                      |
| ----------------------------- | --- | -------- | --- | --------------------------------------- | --------------------------- |
| 101路 墾丁街車橘線            | 墾丁－海生館 | 屏東客運 | 部分班次延駛至悠活，假日部分班次延駛至鵝鑾鼻 由公路客運8289改制而成                                                        |                                         | 101 （页面存档备份，存于）  |
| 102路 墾丁街車藍線            | 恆春－墾丁 | 屏東客運 | 由公路客運8290改制而成 |                                         | 102 （页面存档备份，存于）  |
| 103路 墾丁街車綠線            | 恆春－佳樂水 | 屏東客運 | 例假日行駛 由公路客運8291改制而成，2021年12月1日起與公路客運8247併線                                                       |                                         | 103 （页面存档备份，存于）  |
| 201路 墾丁街車黃線            | 恆春－四重溪 | 屏東客運 | 部分班次延駛至恆春，假日僅駛至車城 部分班次需事先預約                                                                      |                                         | 201 （页面存档备份，存于）  |
| 301路                         | 恆春－石門 | 屏東客運 | 由公路客運8281改制而成 |                                         | 301 （页面存档备份，存于）  |
| 302路                         | 恆春－旭海 | 屏東客運 | 由公路客運8283改制而成 |                                         | 302 （页面存档备份，存于）  |
| 303路                         | 恆春－滿州 | 屏東客運 | 由公路客運8282改制而成 |                                         | 303 （页面存档备份，存于）  |
| 304路                         | 恆春－港仔 | 屏東客運 | 由公路客運8287改制而成 |                                         | 304 （页面存档备份，存于）  |
| 305路                         | 恆春－合界 | 屏東客運 | 由公路客運8285改制而成 |                                         | 305 （页面存档备份，存于）  |
| 306路                         | 恆春－高山巖 | 屏東客運 | 由公路客運8286改制而成 |                                         | 306 （页面存档备份，存于）  |
| 307路                         | 恆春－萬里桐村 | 屏東客運 | 由公路客運8288改制而成 |                                         | 307 （页面存档备份，存于）  |
| 308路                         | 恆春－下水窟 | 屏東客運 | 由公路客運8284改制而成 |                                         | 308 （页面存档备份，存于）  |
| 505路                         | 永大路－和平國小 | 屏東客運 | 行經復興圖書館、屏東轉運站、太平洋百貨、環球購物中心、瑞光夜市 例假日停駛                                                  | 屏東車站                                | 505 （页面存档备份，存于）  |
| 506路                         | 廣勝路口－屏東縣民公園 | 屏東客運 | 行經勝利星村、屏東轉運站、屏東市公所 例假日停駛                                                                            | 屏東車站                                | 506 （页面存档备份，存于）  |
| 506A路 屏市假日觀光公車       | 屏東總圖－屏東大學民生校區 | 屏東客運 | 行經幸福公園、勝利星村、屏東轉運站、屏東縣民公園 例假日行駛                                                                | 屏東車站                                | 506A （页面存档备份，存于） |
| 508路 台灣好行神山線          | 屏東轉運站－屏東轉運站 | 屏東客運 | 郵輪式列車營運 行經谷川大橋、神山部落、霧台部落、禮納里部落 屏東轉運站9:20發車，每週一停駛                                 | 屏東車站                                | 508 （页面存档备份，存于）  |
| 509路 屏科大線                | 屏東轉運站－屏東科技大學 | 屏東客運 | 屏科大聯外路線 行經屏東基督教醫院、科大路、屏東科技大學 出示屏科大學生證，一段票10元。                                     | 屏東車站                                | 509 （页面存档备份，存于）  |
| 510路 賃居路線                | 時尚設計系－時尚設計系 | 屏東客運 | 市區公車屏科大(賃居路線)生活圈之公共交通系統，環狀線 出示屏科大學生證，可免費搭乘。                                        |                                         | 510 （页面存档备份，存于）  |
| 510A路 賃居路線內埔線         | 時尚設計系－和興 | 屏東客運 | 市區公車屏科大(賃居路線)生活圈之公共交通系統 出示屏科大學生證，可免費搭乘。                                                |                                         | 510A （页面存档备份，存于） |
| 511路                         | 台鐵新左營站－涼山遊憩區 | 高雄客運 | 2017年7月1日通車 行經高雄榮總、義大醫院、里港、水門轉運站                                                                  | 新左營車站                              | 511 （页面存档备份，存于）  |
| 511A路                        | 台鐵新左營站－水門轉運站 | 高雄客運 | 2021年12月1日通車，直達車，例假日行駛                                                                                      | 新左營車站                              | 511A （页面存档备份，存于） |
| 511B路                        | 台鐵新左營站－涼山遊憩區 | 高雄客運 | 每逢週五、週日行駛，寒暑假停駛 行經高雄榮總、義大醫院、里港、大仁科技大學、水門轉運站                                      | 新左營車站                              | 511B （页面存档备份，存于） |
| 512路                         | 鳳山轉運站－屏東科技大學 | 高雄客運 | 2017年7月1日通車 行經美和科技大學、內埔                                                                                    | 高捷-大寮站 高捷-大東站 高捷-鳳山國中站 | 512 （页面存档备份，存于）  |
| 513路 屏東火車站環繞線        | 屏東轉運站－屏東轉運站 | 屏東客運 | 2018年2月5日通車 路線為環狀線 行經屏大附小、陸興高中、大同高中                                                             | 屏東車站                                | 513 （页面存档备份，存于）  |
| 515路                         | 廣勝路口－屏東家扶中心 | 屏東客運 | 行經寶健醫院、勝利星村、屏東轉運站、復興國小、鶴聲國中                                                                     | 屏東車站                                | 515 （页面存档备份，存于）  |
| 516路                         | 陸興高中－加工出口區 | 屏東客運 | 行經屏東體育館、屏東轉運站、大同國小 本路線為屏東加工出口區通勤路線，僅平日上下班時刻各一班車 例假日停駛                   | 屏東車站                                | 516 （页面存档备份，存于）  |
| 516A路                        | 陸興高中－建國路 | 屏東客運 | 行經屏東體育館、屏東轉運站、大同國小 例假日停駛                                                                            | 屏東車站                                | 516 （页面存档备份，存于）  |
| 517路 竹田接駁線              | 永豐村－六份長照活動中心 | 屏東客運 | 行經西勢、大湖社區 例假日停駛                                                                                              | 西勢車站                                | 517 （页面存档备份，存于）  |
| 518路 四重溪溫泉接駁車        | 枋寮火車站－四重溪 | 屏東客運 | 2020年2月10日採臨時路線營運 2020年7月6日正式通車 行經海口港、福安宮、車城                                                  | 枋寮車站                                | 518 （页面存档备份，存于）  |
| 519路                         | 東港轉運站－潮州轉運站 | 高雄客運 | 2021年9月13日通車 行經輔英醫院、安泰醫院、慈惠醫專、南州、崁頂                                                             | 崁頂車站 南州車站 潮州車站              | 519 （页面存档备份，存于）  |
| 520路                         | 東港轉運站－捷運小港站 | 屏東客運 | 2024年12月2日通車 行經烏龍農會、林園麥當勞                                                                                 | 高捷-小港站                             | 520 （页面存档备份，存于）  |
| 601路 小琉球環島接駁公車      | 觀光碼頭－觀光碼頭 | 高雄客運 | 2016年2月2日試營運，同月5日正式通車 環狀公車                                                                               |                                         | 601 （页面存档备份，存于）  |
| 601A路 小琉球環島支線接駁公車 | 觀光碼頭－觀光碼頭 | 高雄客運 | 2019年9月2日新增支線 環狀公車                                                                                              |                                         | 601 （页面存档备份，存于）  |
| 603A路                        | 水門轉運站－三地門鄉公所 | 高雄客運 | 2021年1月9日通車，行經山川琉璃吊橋 例假日行駛                                                                              |                                         | 603A （页面存档备份，存于） |
| 603B路                        | 水門轉運站－涼山遊憩區 | 高雄客運 | 2021年1月9日通車，行經原住民文化園區、瑪家遊客中心 例假日行駛                                                              |                                         | 603B （页面存档备份，存于） |
| 603C路 台灣好行185沿山可愛咖  | 水門轉運站－屏東轉運站 | 高雄客運 | 2018年11月1日通車，主要行駛縣道185號，行經原住民文化園區、屏東咖啡園區等景點 郵輪式公車，需事前預約，例假日行駛            | 屏東車站                                | 603C                        |
| 605路                         | 潮州轉運站－水門轉運站 | 高雄客運 | 行經金石咖啡休閒農場、排灣、銘泉農場、涼山遊憩區 例假日行駛                                                                | 潮州車站                                | 605 （页面存档备份，存于）  |
| 605A路                        | 潮州轉運站－水門轉運站 | 高雄客運 | 行經萬巒豬腳街、萬金教堂、排灣、銘泉農場、涼山遊憩區 例假日行駛                                                            | 潮州車站                                | 605A （页面存档备份，存于） |
| 606路                         | 潮州轉運站－水門轉運站 | 高雄客運 | 2022年8月1日通車，行經可茵山可可莊園、萬巒、屏東科技大學、龍泉、榮民醫院                                                   | 潮州車站                                | 606                         |
| 607路 潮州鐵道文化園區線      | 潮州轉運站－潮州鐵道文化園區 | 屏東客運 | 2022年12月17日通車，行經潮州鎮公所、潮州游泳池、潮好玩幸福村                                                               | 潮州車站                                | 607 （页面存档备份，存于）  |
| 608路                         | 東港轉運站－鹽琉線船運服務中心 | 屏東客運 | 2024年8月1日通車，行經東琉線碼頭                                                                                           |                                         | 608 （页面存档备份，存于）  |
| 701路 社皮線                  | 屏東醫院－後村社區 | 捷乘交通 | 行經屏東總圖、基督教醫院、屏東縣政府 公車式小黃服務，週六採電話預約制，週日停駛                                            | 屏東車站                                | 701                         |
| 701B路 信福轉運線             | 屏東轉運站－屏東轉運站 | 捷乘交通 | 2022年8月15日通車，逆時針行駛，行經林森信義路口、幸福公園、屏東縣政府 公車式小黃服務，例假日停駛                           | 屏東車站                                | 701B、701C                  |
| 701C路 信福轉運線             | 屏東轉運站－屏東轉運站 | 捷乘交通 | 2022年8月15日通車，順時針行駛，行經屏東縣政府、幸福公園、林森信義路口 公車式小黃服務，例假日停駛                           | 屏東車站                                | 701B、701C                  |
| 702路 萬丹玉成線              | 屏東醫院－水泉社區 | 捷乘交通 | 行經屏東總圖、基督教醫院、屏東縣政府、萬丹 公車式小黃服務，週六採電話預約制，週日停駛                                      | 屏東車站                                | 702                         |
| 703路 萬丹歸來線              | 屏東醫院－竹田鄉公所 | 捷乘交通 | 行經屏東總圖、基督教醫院、屏東縣政府、屏東大學、國仁醫院 公車式小黃服務，週六採電話預約制，週日停駛                        | 屏東車站 歸來車站                       | 703                         |
| 705路 老埤線                  | 屏東醫院－老埤五穀宮 | 捷乘交通 | 行經屏東總圖、基督教醫院、屏東縣政府、屏東大學、國仁醫院、屏科大 公車式小黃服務，週六採電話預約制，週日停駛                | 屏東車站                                | 705                         |
| 706路 龍泉線                  | 屏東縣政府－龍泉 | 捷乘交通 | 行經屏東總圖、基督教醫院、屏東醫院、榮民醫院 公車式小黃服務，週六採電話預約制，週日停駛                                    | 屏東車站                                | 706                         |
| 707路 新開寮線                | 潮州轉運站－中福宮 | 捷乘交通 | 2021年1月20日通車，行經潮州安泰醫院、潮州鎮公所、新埤 公車式小黃服務，週日停駛                                             | 潮州車站                                | 707                         |
| 708路 萬金線                  | 潮州鎮公所－萬金教堂 | 捷乘交通 | 2021年1月20日通車，行經潮州轉運站、潮州安泰醫院、萬巒、佳佐 公車式小黃服務，週日停駛                                       | 潮州車站                                | 708                         |
| 709路 香社線                  | 潮州轉運站－香社福德宮 | 捷乘交通 | 2021年1月20日通車，行經潮州安泰醫院、潮州鎮公所、萬丹 公車式小黃服務，週日停駛                                             | 潮州車站                                | 709                         |
| 710路 萬安線                  | 潮州轉運站－萬安福德祠 | 捷乘交通 | 行經潮州安泰醫院、潮州鎮公所、新埤 公車式小黃服務，週日停駛                                                                | 潮州車站                                | 710                         |
| 711路 同安線                  | 東港轉運站－同安社區 | 捷乘交通 | 行經東港安泰醫院、南安宮、南州 公車式小黃服務，週日停駛                                                                    | 南州車站                                | 711                         |
| 712路 新園線                  | 東港安泰醫院－山隆宮 | 捷乘交通 | 行經東港轉運站、新園 公車式小黃服務，週日停駛                                                                              |                                         | 712                         |
| 713路 北佳冬東港線            | 東港安泰醫院－佳冬昌隆社區 | 捷乘交通 | 2021年8月2日通車，行經東港轉運站 公車式小黃服務，週日停駛                                                                  | 林邊車站                                | 713                         |
| 715路 竹林線                  | 東港安泰醫院－天隆宮 | 捷乘交通 | 行經東港轉運站、鎮安、林邊 公車式小黃服務，週日停駛                                                                        | 鎮安車站                                | 715                         |
| 716路 茄湖線                  | 恆春轉運站－車程興安社區 | 捷乘交通 | 2021年9月17日通車，行經恆春基督教醫院、恆春鎮農會、恆春旅遊醫院、南門醫院、恆春轉運站 公車式小黃服務，週日停駛             |                                         | 716                         |
| 717路 平寮線                  | 聖皇宮－恆春基督教醫院 | 捷乘交通 | 2021年9月17日通車，行經恆春鎮公所、恆春轉運站、南門醫院、恆春旅遊醫院、恆春鎮農會 公車式小黃服務，週日停駛                 |                                         | 717                         |
| 718路 樹林線                  | 白砂社區－恆春郵局 | 捷乘交通 | 2021年9月17日通車，行經恆春基督教醫院、恆春轉運站、恆春鎮公所、南門醫院、恆春旅遊醫院、恆春鎮農會 公車式小黃服務，週日停駛 |                                         | 718                         |
| 719路 水泉線                  | 下水泉－恆春旅遊醫院 | 捷乘交通 | 2021年9月17日通車，行經恆春旅遊醫院、南門醫院、恆春鎮農會、恆春基督教醫院、恆春轉運站 公車式小黃服務，週日停駛             |                                         | 719                         |
| 720路 社頂巡迴線              | 主線：恆春鎮公所－埔頂籠埔宮 A線：恆春鎮公所－埔頂籠埔宮－恆春鎮公所 B線：恆春鎮公所－埔頂籠埔宮－坑內－恆春鎮公所 C線：恆春鎮公所－埔頂籠埔宮－墾丁牌樓 D：墾丁牌樓－社頂 | 捷乘交通 | 2021年9月17日通車，行經恆春鎮公所、恆春轉運站、恆春基督教醫院、恆春鎮農會、南門醫院 公車式小黃服務，週日停駛               |                                         | 720（A~D）                  |
| 721路 溫泉線                  | 牡丹大梅文建站－恆春基督教醫院 | 捷乘交通 | 2021年9月17日通車，行經恆春鎮公所、恆春轉運站、恆春基督教醫院、恆春鎮農會、南門醫院 公車式小黃服務，週日停駛               |                                         | 721                         |
| 722路 後灣線                  | 東後灣－恆春鎮公所 | 捷乘交通 | 2024年2月26日通車 公車式小黃服務，週日停駛                                                                                 |                                         | 722                         |
| 723路 屏東市預約線            | 屏東市區 | 捷乘交通 | 2024年2月26日通車 點到點式預約制，週日停駛                                                                                 | 屏東車站                                | 723                         |
| 725路 九如西線                | 九如三塊社區－屏東總圖 | 捷乘交通 | 2024年2月26日通車 公車式小黃服務，週日停駛                                                                                 | 屏東車站                                | 725                         |
| 726路 九如東線                | 豐平福德祠－屏東縣政府 | 捷乘交通 | 2024年2月26日通車 公車式小黃服務，週日停駛                                                                                 | 屏東車站                                | 726                         |
| 727路 里港線                  | 里港三廍社區－屏東縣政府 | 捷乘交通 | 2024年2月26日通車 公車式小黃服務，週日停駛                                                                                 |                                         | 727                         |
| 728路 九如里港預約線          | 九如、里港 | 捷乘交通 | 2024年2月26日通車 點到點式預約制，週日停駛                                                                                 |                                         | 728                         |
| 730路 高樹線                  | 新豐北極殿－屏東縣政府 | 捷乘交通 | 2024年2月26日通車 公車式小黃服務，週日停駛                                                                                 |                                         | 730                         |
| 731路 鹽埔線                  | 鹽埔振興社區－屏東縣政府 | 捷乘交通 | 2024年2月26日通車 公車式小黃服務，週日停駛                                                                                 |                                         | 731                         |
| 732路 竹田麟洛東線            | 竹田竹南社區－屏東榮民總醫院 | 捷乘交通 | 2024年2月26日通車 公車式小黃服務，週日停駛                                                                                 | 屏東車站 竹田車站                       | 732                         |
| 732B路 竹田麟洛西線           | 六份庄六興宮－屏東榮民總醫院 | 捷乘交通 | 2024年2月26日通車 公車式小黃服務，週日停駛                                                                                 | 屏東車站 麟洛車站 西勢車站              | 732B                        |
| 733路 竹田內埔線              | 竹田鄉公所－屏東榮民總醫院 | 捷乘交通 | 2024年2月26日通車 公車式小黃服務，週日停駛                                                                                 | 屏東車站                                | 733                         |
| 733B路 竹田潮州線             | 竹田鄉公所－潮州安泰醫院 | 捷乘交通 | 2024年2月26日通車 公車式小黃服務，週日停駛                                                                                 | 竹田車站 潮州車站                       | 733B                        |
| 735路 萬丹新園預約線          | 萬丹、新園 | 捷乘交通 | 2024年2月26日通車 點到點式預約制，週日停駛                                                                                 |                                         | 735                         |
| 736路 崁頂西線                | 東港轉運站－潮州轉運站 | 捷乘交通 | 2024年2月26日通車 公車式小黃服務，週日停駛                                                                                 | 潮州車站 崁頂車站 南州車站              | 736                         |
| 736A路 崁頂東線               | 東港安泰醫院－潮州轉運站 | 捷乘交通 | 2024年2月26日通車 公車式小黃服務，週日停駛                                                                                 | 潮州車站 崁頂車站 南州車站              | 736A                        |
| 737路 枋寮西線                | 佳冬昌隆社區－佳冬昌隆社區 | 捷乘交通 | 2024年2月26日通車 公車式小黃服務，週日停駛                                                                                 | 佳冬車站 東海車站 枋寮車站              | 737                         |
| 738路 枋寮東線                | 春日七佳部落－春日七佳部落 | 捷乘交通 | 2024年2月26日通車 公車式小黃服務，週日停駛                                                                                 | 枋寮車站                                | 738                         |
| 739路 南佳冬東港線            | 石光見廣惠宮－東港轉運站 | 捷乘交通 | 2024年2月26日通車 公車式小黃服務，週日停駛                                                                                 | 林邊車站 佳冬車站                       | 739                         |

### 其他

#### 幸福巴士
| 路線編號         | 營運區間                           | 服務業者           | 備註                                                                                                | 車站轉乘                   | 路線圖                                  |
| ---------------- | ---------------------------------- | ------------------ | --------------------------------------------------------------------------------------------------- | -------------------------- | --------------------------------------- |
| 三地門鄉微笑巴士 | 三地門鄉公所－三地門鄉公所         | 三地門鄉公所       | 三地門鄉幸福巴士 2017年2月24日通車，週一至週五行駛                                                  |                            | 三地門鄉微笑巴士 （页面存档备份，存于） |
| 三地門鄉微笑巴士 | 德文－寶建醫院                     | 皇冠大車隊         | 德文達來線 2021年9月10日通車，週一至週五行駛                                                        |                            | 德文達來線 （页面存档备份，存于）       |
| 三地門鄉微笑巴士 | 三地門鄉公所－國仁醫院             | 皇冠大車隊         | 沿山六村線 2021年9月10日通車，週一至週五行駛                                                        |                            | 沿山六村線 （页面存档备份，存于）       |
| 霧台鄉幸福巴士   | 百合－霧台                         | 霧台鄉公所         | 幸福霧臺1路 2014年11月1日通車，週一至週五行駛                                                       |                            | 霧台鄉幸福巴士 （页面存档备份，存于）   |
| 霧台鄉幸福巴士   | 東川－寶健醫院                     | 霧台鄉公所         | 幸福霧臺2路 週一至週五行駛，須預約                                                                  |                            | 霧台鄉幸福巴士 （页面存档备份，存于）   |
| 霧台鄉幸福巴士   | 舊佳暮部落－國仁醫院               | 霧台鄉公所         | 幸福霧臺3路 週一至週五行駛，須預約                                                                  |                            | 霧台鄉幸福巴士 （页面存档备份，存于）   |
| 瑪家鄉幸福巴士   | 瑪家鄉公所－內埔國中               | 瑪家鄉公所         | 幸福瑪家1路 2016年1月11日通車，週一至週五行駛                                                       |                            | 幸福瑪家1路 （页面存档备份，存于）      |
| 瑪家鄉幸福巴士   | 瑪家文健站－寶建醫院               | 皇冠大車隊         | 瑪家文健線 2021年9月10日通車，週一至週六行駛                                                        |                            | 瑪家文健線 （页面存档备份，存于）       |
| 瑪家鄉幸福巴士   | 排灣文健站－寶健醫院               | 皇冠大車隊         | 復健安康線 2021年9月10日通車，週一至週六行駛                                                        |                            | 復健安康線 （页面存档备份，存于）       |
| 南嶽山城幸福巴士 | 水門轉運站－舊排灣                 | 南嶽山城勞動合作社 | 水門轉運站－舊排灣接駁線 2022年12月1日通車                                                          |                            | 南嶽山城幸福巴士2.0                     |
| 泰武鄉幸福巴士   | 法蒂瑪教堂－佳興部落               | 泰武鄉公所         | 社區觀光路線 2016年通車，須預約                                                                     |                            | 泰武鄉幸福巴士                          |
| 泰武鄉幸福巴士   | 泰武鄉公所－屏東火車站             | 泰武鄉公所         | 屏東路線 2016年通車，須預約                                                                         | 屏東車站                   | 泰武鄉幸福巴士                          |
| 泰武鄉幸福巴士   | 泰武鄉公所－輔英醫院               | 泰武鄉公所         | 潮州路線 2016年通車，須預約                                                                         | 潮州車站                   | 泰武鄉幸福巴士                          |
| 吾拉魯滋幸福巴士 | 泰武鄉公所－潮榮聯合診所           | 吾拉魯滋勞動合作社 | 泰武社區醫療路線 2022年12月14日通車，須預約                                                         |                            | 吾拉魯滋幸福巴士2.0                     |
| 吾拉魯滋幸福巴士 | 潮州火車站－北大武山新登山口       | 吾拉魯滋勞動合作社 | 自營接駁紅線 2022年12月14日通車，須預約                                                             | 潮州車站                   | 吾拉魯滋幸福巴士2.0                     |
| 吾拉魯滋幸福巴士 | 屏東火車站－北大武山新登山口       | 吾拉魯滋勞動合作社 | 自營接駁黃線 2022年12月14日通車，須預約                                                             | 屏東車站                   | 吾拉魯滋幸福巴士2.0                     |
| 來義鄉幸福巴士   | 大後－枋寮醫院                     | 來義鄉公所         | 2019年7月18日通車，每週一行駛，週四彈性預約                                                         |                            | 來義鄉幸福巴士 （页面存档备份，存于）   |
| 來義鄉幸福巴士   | 南和－屏東基督教醫院               | 來義鄉公所         | 2019年7月18日通車，每週二行駛，週四彈性預約                                                         |                            | 來義鄉幸福巴士 （页面存档备份，存于）   |
| 來義鄉幸福巴士   | 新來義－枋寮醫院                   | 來義鄉公所         | 2019年7月18日通車，每週三行駛，週四彈性預約                                                         |                            | 來義鄉幸福巴士 （页面存档备份，存于）   |
| 來義鄉幸福巴士   | 大後－屏東基督教醫院               | 來義鄉公所         | 2019年7月18日通車，每週五行駛，週四彈性預約                                                         |                            | 來義鄉幸福巴士 （页面存档备份，存于）   |
| 來義鄉幸福巴士   | 來義鄉公所－來義鄉公所             | 來義鄉公所         | 鄉內就學線 每週一至五行駛，須預約                                                                   |                            | 來義鄉幸福巴士 （页面存档备份，存于）   |
| 來義鄉幸福巴士   | 來義鄉公所－來義鄉公所             | 來義鄉公所         | 鄉內生活線 每週一至五行駛，須預約                                                                   |                            | 來義鄉幸福巴士 （页面存档备份，存于）   |
| 來義鄉幸福巴士   | 來義鄉公所－潮州診所               | 來義鄉公所         | 潮州醫療路線 每週一至五行駛，須預約                                                                 |                            | 來義鄉幸福巴士 （页面存档备份，存于）   |
| 來義鄉幸福巴士   | 北四村－東港安泰醫院－輔英醫院     | 來義鄉公所         | 每週二、四、五行駛，須預約                                                                          |                            | 來義鄉幸福巴士 （页面存档备份，存于）   |
| 來義鄉幸福巴士   | 南三村－東港安泰醫院－輔英醫院     | 來義鄉公所         | 每週一、三行駛，週五彈性預約                                                                        |                            | 來義鄉幸福巴士 （页面存档备份，存于）   |
| 春日鄉幸福巴士   | 力里停車場－春日鄉公所             | 春日鄉公所         | 幸福春日1路（北三村線） 2016年12月28日通車，週一至週五行駛，另可預約                                | 枋寮車站                   | 春日鄉幸福巴士 （页面存档备份，存于）   |
| 春日鄉幸福巴士   | 士文分駐所－春日鄉公所             | 春日鄉公所         | 幸福春日2路（南三村線） 2016年12月28日通車，週一至週五行駛，另可預約                                | 枋寮車站                   | 春日鄉幸福巴士 （页面存档备份，存于）   |
| 枋山鄉幸福巴士   | 枋山鄉公所－東港漁港漁產品直銷中心 | 枋山鄉公所         | 2021年10月1日通車，週一至週五行駛，須預約                                                           | 枋寮車站 加祿車站 內獅車站 | 枋山鄉幸福巴士 （页面存档备份，存于）   |
| 獅子鄉幸福巴士   | 內文－枋寮                         | 獅子鄉公所         | 山線 2015年3月19日通車，週一、三、五行駛                                                            | 枋寮車站                   | 獅子鄉幸福巴士                          |
| 獅子鄉幸福巴士   | 竹坑－枋寮                         | 獅子鄉公所         | 海線 2015年3月19日通車，週四行駛                                                                    | 枋寮車站                   | 獅子鄉幸福巴士                          |
| 獅子鄉幸福巴士   | 獅子鄉公所－安泰醫院               | 獅子鄉公所         | 東港就醫山線 2022年10月29日通車，週一、三、五行駛                                                   |                            | 獅子鄉幸福巴士                          |
| 獅子鄉幸福巴士   | 獅子鄉公所－輔英醫院               | 獅子鄉公所         | 東港就醫海線 2022年10月29日通車，週四行駛                                                           |                            | 獅子鄉幸福巴士                          |
| 獅子鄉幸福巴士   | 達仁鄉公所－枋寮醫院               | 達仁鄉公所         | 跨域生活線 週三、五行駛，獅子鄉須預約                                                               |                            | 獅子鄉幸福巴士                          |
| 獅子鄉幸福巴士   | 楓港－內文村辦公處                 | 獅子鄉公所         | 社區觀光線 2024年11月27日通車，週一至週五行駛，預約制                                               | 枋寮車站                   | 獅子鄉幸福巴士                          |
| 獅子鄉幸福巴士   | 獅子鄉公所－楓港                   | 獅子鄉公所         | 學生接駁線 2024年11月27日通車，週一至週五行駛                                                       |                            | 獅子鄉幸福巴士                          |
| 牡丹鄉幸福巴士   | 牡丹鄉公所－恆春基督教醫院         | 牡丹鄉公所         | 幸福牡丹1路（高士四林線） 2015年5月1日通車，2020年6月19日由高士線與四林線併線，每週行駛兩天，須預約 |                            | 牡丹鄉幸福巴士 （页面存档备份，存于）   |
| 牡丹鄉幸福巴士   | 牡丹鄉公所－恆春基督教醫院         | 牡丹鄉公所         | 幸福牡丹2路（牡丹東源線） 2020年6月19日通車，每週行駛四天，須預約                                   |                            | 牡丹鄉幸福巴士 （页面存档备份，存于）   |
| 牡丹鄉幸福巴士   | 牡丹鄉公所－恆春基督教醫院         | 牡丹鄉公所         | 幸福牡丹3路（旭海北線） 2020年6月19日通車，每週行駛兩天，須預約                                     |                            | 牡丹鄉幸福巴士 （页面存档备份，存于）   |
| 牡丹鄉幸福巴士   | 牡丹鄉公所－恆春基督教醫院         | 牡丹鄉公所         | 幸福牡丹5路（旭海南線） 2020年6月19日通車，每週行駛兩天，須預約                                     |                            | 牡丹鄉幸福巴士 （页面存档备份，存于）   |
| 滿州鄉幸福巴士   | 中山漁港－恆春南門醫院             | 滿州鄉公所         | 幸福滿州1路（龍身線） 2020年12月21日通車，週一至週五行駛                                            |                            | 滿州鄉幸福巴士 （页面存档备份，存于）   |
| 滿州鄉幸福巴士   | 滿洲鄉公所－恆春旅遊醫院           | 一粒麥子基金會     | 幸福滿州2路（龍滿線） 2020年12月21日通車，須預約                                                    |                            | 滿州鄉幸福巴士 （页面存档备份，存于）   |

#### 愛的轉運站高齡友善接駁專車
| 路線編號   | 營運區間             | 服務業者                | 備註     | 車站轉乘 | 路線圖     |
| ---------- | -------------------- | ----------------------- | -------- | -------- | ---------- |
| 屏東市東線 | 屏基－屏東車站－屏基 | 屏東基督教醫院 統一超商 | 暫時停駛 | 屏東車站 | 屏東市東線 |
| 屏東市西線 | 屏基－屏東車站－屏基 | 屏東基督教醫院 統一超商 | 暫時停駛 | 屏東車站 | 屏東市西線 |
| 三地門線   | 三地門鄉衛生所－屏基 | 屏東基督教醫院 統一超商 | 暫時停駛 |          | 三地門線   |
| 平和三和線 | 平和村－三和村－屏基 | 屏東基督教醫院 統一超商 | 暫時停駛 |          | 平和三和線 |
| 安坡青葉線 | 安坡村－青葉村－屏基 | 屏東基督教醫院 統一超商 | 暫時停駛 |          | 安坡青葉線 |
| 泰武農場線 | 泰武－屏基           | 屏東基督教醫院 統一超商 | 暫時停駛 |          | 泰武農場線 |
| 高樹線     | 高樹－屏基           | 屏東基督教醫院 統一超商 | 暫時停駛 |          | 高樹線     |
| 潮州線     | 潮州－屏基           | 屏東基督教醫院 統一超商 | 暫時停駛 |          | 潮州線     |

#### 其他接駁車
| 路線編號           | 營運區間                 | 服務業者     | 備註     | 車站轉乘 | 路線圖                                    |
| ------------------ | ------------------------ | ------------ | -------- | -------- | ----------------------------------------- |
| 悠活接駁車恆春線   | 悠活－海生館－恆春       | 悠活渡假村   |          |          | 悠活接駁車 （页面存档备份，存于）         |
| 悠活接駁車墾丁線   | 悠活－墾丁               | 悠活渡假村   |          |          | 悠活接駁車 （页面存档备份，存于）         |
| 大仁科技大學接駁車 | 屏東轉運站－大仁科技大學 | 大仁科技大學 | 平日行駛 | 屏東車站 | 大仁科技大學接駁車 （页面存档备份，存于） |

### 駛入屏東縣的其他市區公車
| 路線編號 | 營運區間                   | 服務業者   | 備註                                                        | 車站轉乘                                                            | 路線圖                      |
| -------- | -------------------------- | ---------- | ----------------------------------------------------------- | ------------------------------------------------------------------- | --------------------------- |
| 8048路   | 捷運都會公園站－屏東轉運站 | 高雄客運   | 屬高雄市公車 行經捷運鳳山國中站、正修科技大學與高雄長庚醫院 | 高捷都會公園站 楠梓車站 正義車站 高捷鳳山站 高捷鳳山國中站 屏東車站 | 8048 （页面存档备份，存于） |
| T511路   | 多納－屏東客運             | 皇冠大車隊 | 屬高雄市公車 行經茂林國家風景區                             | 屏東車站                                                            | T511 （页面存档备份，存于） |

## 行駛屏東縣境內但非屏東縣公車路線
屏東地區的客運與公車運輸主要仍以四碼公路客運的路網範圍較大，市區公車營運範圍小且人潮較少、各區居民通勤多數搭乘屏東客運里程計費的公路路線。

- 屏東客運：8201、8202、8203、8208、8209、8210、8211、8212、8213、8215、8216、8217、8218、8219、8220、8221、8223、8225、8226、8227、8228、8229、8230、8231、8232、8233、8235、8236、8237、8238、8239、8240、8248、9117、9127、9188、9189
- 高雄客運：8037、8048、9117、9127、9188、9189
- 國光客運：1773、1780、1839、1873、9117、9127、9188、9189
- 統聯客運：1613

## 已廢止路線
| 路線編號                     | 路線名稱                                 | 服務業者   | 備註                                                                            |
| ---------------------------- | ---------------------------------------- | ---------- | ------------------------------------------------------------------------------- |
| 西線                         | 火車站－機場                             | 屏東客運   | 因運量過低，於2007年8月1日起停駛。                                              |
| 東線 （501）                 | 火車站－礦協新村                         | 屏東客運   | 2014年6月1日起停駛。                                                            |
| 1線 （502）                  | 火車站－凌雲新村                         | 屏東客運   | 2014年6月1日起停駛。                                                            |
| 國立屏東科技大學校園交通車   | 屏東車站－屏科大                         | 屏東客運   | 2016年1月15日起合約到期停駛。 2016年1月16日起納入市區公車體系509路。            |
| 屏東環球購物中心免費接駁公車 | 屏東車站－復興路－環球購物中心－屏東車站 | 屏東客運   | 於2019年5月1日起停止營運。                                                      |
| 墾丁壹號接駁公車             | 恆春轉運站－小灣（墾丁壹號）             | 屏東客運   | 2021年12月18日試營運，不明時間停駛                                              |
| 103B路 台灣好行斯卡羅線      | 恆春轉運站－恆春轉運站                   | 屏東客運   | 2023年6月16日起停駛。                                                           |
| 507路                        | 屏東轉運站－和平國小                     | 屏東客運   | 2020年2月24日起停駛（與505併線）。                                              |
| 508路 台灣好行屏北線         | 屏東轉運站－原住民文化園區               | 屏東客運   | 2020年8月15日起停駛（轉型為台灣好行神山線）。                                   |
| 516B路                       | 屏東大學民生校區－屏東河濱公園           | 屏東客運   | 2021年5月1日起停駛。                                                            |
| 601路                        | 恆春－悠活度假村                         | 屏東客運   | 2013年8月1日由公路客運8298改制而成。 2015年起停駛，改由悠活度假村自行營運接駁車 |
| 602路                        | 恆春－統一度假村                         | 屏東客運   | 2013年8月1日由公路客運8297改制而成。 2015年起停駛，改由統一度假村自行營運接駁車 |
| 602路 琉璃吊橋線             | 水門轉運站－原住民文化園區               | 屏東客運   | 2021年12月25日起停駛。                                                          |
| 603路                        | 屏東轉運站－金石咖啡休閒農場             | 高雄客運   | 2021年9月13日起停駛。                                                           |
| 603D路 185沿山大車路線       | 屏東轉運站－屏東轉運站                   | 高雄客運   | 2024年2月1日起停駛。                                                            |
| 706路 崙上線                 | 屏東縣政府－福崙宮                       | 台灣大車隊 | 2019年2月13日起停駛（與705併線）。                                              |

## 外部連結
- 屏東客運 （页面存档备份，存于）
- 高雄客運 （页面存档备份，存于）
- 台灣捷乘 （页面存档备份，存于）
- 屏東縣政府交通旅遊處-原鄉幸福巴士 （页面存档备份，存于）
- 愛的轉運站─高齡友善接駁服務 （页面存档备份，存于）
- 屏東縣公車動態資訊系統 （页面存档备份，存于）